# Richard Štochl
Richard Štochl (* 17. Dezember 1975 in Michalovce, Tschechoslowakei) ist ein slowakischer ehemaliger Handballtorwart.

## Karriere
Er begann in seiner Heimatstadt bei Zempmilk Michalovce mit dem Handballspiel und wechselte mit 19 Jahren zu HT Tatran Prešov. 1998 ging er weiter zu HK VSŽ Košice, wo er die Meisterschaft und den Pokal gewann. Im November 1999 wechselte er zu ŠKP Sečovce, mit dem er 2000 und 2001 die Meisterschaft errang. Von 2001 bis 2009 spielte er in Ungarn für Dunaferr SE, mit einem kurzen Abstecher zu MKB Veszprém 2006. Anschließend verpflichtete ihn der slowenische Topklub RK Celje, mit dem er 2010 Meisterschaft und Pokal feiern konnte. Nach nur einer Saison unterschrieb er beim französischen Klub Montpellier AHB. Dort konnte er 2011 und 2012 die Meisterschaft sowie 2012 den Pokal gewinnen. Daraufhin ging er zum russischen Serienmeister Medwedi Tschechow und wurde erneut Meister und Pokalsieger. Auf Grund der finanziellen Schwierigkeiten der Bären aus Tschechow schloss er sich im Sommer 2013 dem ukrainischen Meister HK Motor Saporischschja an, mit dem er 2014 und 2015 die Meisterschaft gewann. Im Oktober 2015 schloss sich Štochl dem deutschen Bundesligisten Rhein-Neckar Löwen an, für die er bis zum 31. Dezember 2015 auflief. Im Frühjahr 2016 schloss er sich für zwei Saisons HK Agro Topoľčany an, und beendete 2018 seine aktive Karriere.
Mit der Slowakischen Nationalmannschaft nahm Štochl an den Weltmeisterschaften 2009 und 2011 sowie den Europameisterschaften 2006,
2008 und 2012 teil. Er bestritt 265 Länderspiele und erzielte neun Tore.

## Trainer
Zunächst war Štochl Torwarttrainer beim slowakischen Verein HK Košice. Im November 2023 wechselte er nach Belarus zu Brest GK Meschkow.

## Erfolge
Mit HK VSŽ Košice:
- Slowakischer Meister 1999
- Slowakischer Pokalsieger 1999

Mit ŠKP Sečovce:
- Slowakischer Meister 2000, 2001

Mit RK Celje:
- Slowenischer Meister 2010
- Slowenischer Pokalsieger 2010

Mit Montpellier AHB:
- Französischer Meister 2011, 2012
- Französischer Pokalsieger 2012

Mit Medwedi Tschechow:
- Russischer Meister 2013
- Russischer Pokalsieger 2013

Mit HK Motor Saporischschja:
- Ukrainischer Meister 2014, 2015

## Auszeichnungen
- 9× Slowakischer Handballer des Jahres: 1998, 1999, 2000, 2008, 2009, 2010, 2011, 2012, 2013[10]

## Privates
Štochl ist Sportlehrer von Beruf und Vater einer Tochter.